# Luc Sanders
Luc Sanders (Bruges, 6 ottobre 1945) è un ex calciatore belga, di ruolo portiere.

## Palmarès

### Club

#### Competizioni nazionali
- Campionato belga: 1

Bruges: 1972-1973
- Coppa del Belgio: 1

Bruges: 1969-1970